# Marcin Barski
Marcin Barski – polski tłumacz, wydawca muzyczny, kurator i artysta dźwiękowy.    
Z języka angielskiego przekładał dzieła m.in. George'a Orwella, Ericha Fromma, Doris Lessing, Karen Horney czy Breta Eastona Ellisa. Od początku XXI wieku zajmuje się muzyką i sztuką dźwięku, związany z krakowskim środowiskiem muzycznym i akademickim, wieloletni współpracownik Festiwalu Audio Art, członek Stowarzyszenia Artystycznego „Muzyka Centrum” zrzeszającego wykonawców muzyki współczesnej.    

## Praca kuratorska i wydawnicza
Prowadził dwie wytwórnie płytowe Audio Tong i Mathka, prezentujące współczesną muzykę eksperymentalną, awangardową i improwizowaną (wśród twórców wydawanych przez obie wytwórnie byli m.in. Marcin Świetlicki, Rafał Mazur, Marcin Dymiter, Rinus van Alebeek czy Martin Küchen). W 2011 roku w ramach działania Audio Tong Barski był jedną z osób zaangażowanych w stworzenie kompilacji promującej zagranicą polską muzykę eksperymentalną „Exploratory Music From Poland”, dołączonej w formie płyty do brytyjskiego magazynu muzycznego „The Wire”. Jako niezależny kurator współpracował z festiwalami i klubami koncertowymi w Polsce i zagranicą, organizował m.in. cykl koncertów "Osobliwy Poniedziałek" w krakowskim klubie Baza. Jest autorem koncepcji "Audiomatu", który swoją premierę miał w 2012 roku w ramach Festiwalu Audio Art i pozostał stałą częścią krakowskiej Cricoteki. Urządzenie w formie szafy vendingowej (podobnej do tych na napoje i przekąski) zawiera płyty CD i DVD z projektami wybranych artystów związanych z obiegiem sztuki niezależnej, wydawane w limitowanym nakładzie (płyta kosztuje 5 zł, wpływ ze sprzedaży pokrywa koszt ich produkcji i wyznacza podstawowy model samofinansowania projektu). Intencją stojącą u podstaw koncepcji "Audiomatu" było to, aby:  
[...] wzbudzić szersze zainteresowanie niezależnym obiegiem muzyki współczesnej i sztuki dźwiękowej oraz oswoić publiczność z myślą, że twórczość ta może być – wbrew często spotykanemu przekonaniu – powszechna i łatwo dostępna.  
Barski wraz z Marcinem Dymitrem prowadzi Instytut Pejzażu Dźwiękowego - oddolną inicjatywę ludzi zainteresowanych nagraniami terenowymi (field recording), sztuką dźwięku (sound art) czy szeroko pojętą tematyką przestrzeni dźwięku. Na przełomie 2018 i 2019 roku razem z Dymitrem był kuratorem "Polish Soundscapes" - pierwszej przekrojowej wystawy dźwiękowej polskich twórców realizujących i odnoszących się do nagrań terenowych. Projekt skupiał się wokół zagadnienia pejzażu dźwiękowego. Autorami prezentowanych nagrań byli m.in. Dariusz Brzostek, Marek Chołoniewski, Martyna Poznańska, Honorata Martin czy Konrad Gęca. 
W swojej praktyce artystyczno-badawczej zajmuje się również występowaniem i postrzeganiem ciszy. Kilkukrotnie wspierał katalońskiego artystę Tresa Silencio w realizowaniu kolejnych odsłon performansu Blackout polegającego na stopniowym wyłączaniu wszelkich generujących dźwięki urządzeń w wybranym budynku, wskutek czego publiczność stopniowo oswajana była z coraz szerszym zakresem ciszy, która na co dzień nie jest możliwa w danym miejscu. Brał udział w pracy zespołu projektu dydaktyczno-badawczego "Mapowanie ciszy. Galenosfery Krakowa" realizowanego w Instytucie Etnologii i Antropologii Kulturowej Uniwersytetu Jagiellońskiego (gr. γαλήνη - galene - cisza, galenosfery - środowiska ciszy). Był również jednym z organizatorów transdyscyplinarnego seminarium "Cisza. Znaczenia i konteksty" (współtworzyły je cztery instytucje: Instytut Etnologii i Antropologii Kulturowej Uniwersytetu Jagiellońskiego, Dom Utopii - Międzynarodowe Centrum Empatii, Polskie Towarzystwo Ludoznawcze Oddział w Krakowie oraz Laboratorium Akustyki Technicznej Akademii Górniczo-Hutniczej). 

## Twórczość
Zajmuje się tworzeniem unikatowych audialnych kolaży i instalacji dźwiękowych na podstawie zbieranych starych taśm magnetofonowych, z których wyłania się historia polskiej audiosfery z ostatnich dekad PRL i pierwszych lat III RP, kiedy zaczął zanikać zwyczaj tworzenia prywatnych nagrań na kasetach magnetofonowych. W 2017 roku stworzył instalację dźwiękową "Sen Wandzi/Wanda's Dream" zaprezentowaną na Festiwalu Sanatorium Dźwięku w Sokołowsku, która została rok później wydana w formie płyty winylowej przez wytwórnię Reading Group z Nowego Jorku. W 2020 roku publikował fragmenty nagrań ze starych kaset na blogu Taśmy Prawdy, na podstawie których tworzył kolaże dźwiękowe funkcjonujące pod tym samym tytułem.  
Razem z Konradem Gęcą współtworzy kolektyw To się nie uda. Z saksofonistką Pauliną Owczarek, basistką Małgorzatą "Teklą" Tekiel i perkusistą Tomaszem Chołoniewskim tworzył zespół muzyczny Stare Taśmy, który został rozwiązany po nagłej śmierci Tomka Chołoniewskiego w styczniu 2021 roku. 

## Wybrane publikacje
- Sny, kazania i Modern Talking. O słuchaniu prywatnych taśm z lat 80. i 90., w: "Czas kultury", vol. XL, no. 3, 2024
- Nie-Blackout, rozmowa Marcina Barskiego, Marcina Dymitra i Michała Libery, Instytut Cervantesa, 2021[34]
- Ulotne prawdy, wywiad, "Magiel" nr 191, grudzień 2020[35]
- Sermons over Modern Talking: On Listening to Private Tapes from the 1980s, w: "Topos", sierpień 2018[36]
- Sen Wandzi w Wiedniu. Rozmowa z Marcinem Barskim, w: Filip Szałasek, Nagrania terenowe, Wydawnictwo w Podwórku, 2018
- Traumy, oszustwa i rozczarowania – czyli jałowe rozważania wokół książki „Idle Days In Patagonia” W.H. Hudsona, "Fragile-pismo kulturalne" nr 1–2 (39–40) 2018
- Korespondencja Marcina Barskiego z Michałem Liberą, w: Wszystko jest ważne. Rozmowy i eseje o muzyce współczesnej. Sacrum Profanum 2017[37],  Wydawnictwo Krytyki Politycznej, 2017
- Etyka Dźwięku?, wywiad, "Dwutygodnik" nr 170, październik 2015[38]